# Frequentierespons
De frequentierespons of frequentiekarakteristiek van een systeem is de reactie van het systeem als functie van de frequentie van het ingangssignaal.

## Lineaire systemen
Voor een lineair systeem is de frequentierespons de fouriergetransformeerde van de impulsresponsie van een LTC-systeem. Omdat de transferfunctie {\displaystyle H(s)} de laplacegetransformeerde is van de impulsresponsie geldt voor de frequentierespons {\displaystyle \mathrm {FRF} }:
{\displaystyle \mathrm {FRF} (\omega )=H(j\omega )}
een complexe functie van de hoekfrequentie {\displaystyle \omega }. Meestal wordt de functie {\displaystyle H(j\omega )} zelf eenvoudigweg als frequentierespons opgevat.
Hij kan worden opgesplitst in de amplituderespons 
{\displaystyle A(\omega )=\left|H(j\omega )\right|}
en de faserespons 
{\displaystyle \varphi (\omega )=\operatorname {Arg} (H(j\omega ))},
zodat:
{\displaystyle \mathrm {FRF} (\omega )=H(j\omega )=A(\omega )\,e^{j\varphi (\omega )}}
Het belang van de frequentierespons is dat daaraan op een snelle manier te zien is hoe een LTC-systeem reageert op een sinusvormige invoer. Een lineair systeem wijzigt niet de frequentie van een sinus, maar wel de amplitude, zoals bepaald door de amplituderespons, en ook de fase zoals bepaald door de faserespons:
Als respons op een invoer
{\displaystyle x(t)=K\sin(\omega _{0}t+\varphi _{0})}
volgt een uitvoer
{\displaystyle y(t)=A(\omega _{0})K\sin(\omega _{0}t+\varphi _{0}+\varphi (\omega _{0}))}

## Voorbeelden

### Laagdoorlaatfilter

Bodediagram van een passief laagdoorlaatfilter

In nevenstaande figuur staat de frequentierespons van een passief laagdoorlaatfilter grafisch weergegeven in een bodediagram. Onder elkaar de amplitude- en de faserespons.

## RC-kring

In serie geschakelde RC-kring

In nevenstaand schema is een eenvoudige RC-kring gegeven met de weerstand {\displaystyle R} in serie geschakeld met de condensator {\displaystyle C}. Beschouwt men de spanning over de weerstand als uitgangsspanning dan gedraagt het netwerk zich als een hoogdoorlaatfilter met frequentierespons:
{\displaystyle H(j\omega )={\frac {V_{R}}{V_{\text{in}}}}={\frac {R}{R+{\frac {1}{j\omega C}}}}={\frac {j\omega RC}{1+j\omega RC}}}

## Toepassing: de frequentierespons bij luidsprekers
De frequentierespons van luidsprekers kan algemeen voor elk type luidspreker beschreven worden aan de hand van de onderstaande grafiek.
Om de werking te verklaren wordt onderstaand schema gebruikt. Er worden elektrische en mechanische componenten in gebruikt, die met de juiste omrekeningsfactor herleid kunnen worden.
Er worden de volgende SI-eenheden en symbolen gebruikt, in de luidsprekertechniek worden veelal iets afwijkende symbolen gebruikt, zie Thiele/Small.
- A - Effectief oppervlak van de conus of membraan in m² of cm²/10.000.
- c - Geluidssnelheid: 346 m/s bij 25 °C op zeeniveau.
- ρ - Dichtheid van lucht: 1,184 kg/m³ bij 25 °C op zeeniveau.
- ma - Akoestische massa van de trillende lucht in kg of gram/1000.

{\displaystyle m_{\rm {a}}=\rho \cdot {\sqrt {\frac {A^{3}}{\pi }}}}
- mm - Mechanische massa van het ophangsysteem in kg.
- mt - Totale (ma + mm) massa van het ophangsysteem in kg.
- Cm - Compliantie van het ophangsysteem (reciproke van de stijfheid of veerconstante) in m/N.
- Ra - Akoestische weerstand of dempingsconstante van de trillende lucht in beide richtingen in N·s/m of kg/s.

{\displaystyle R_{\rm {a}}=2\cdot \rho \cdot \ c\cdot A}
- Re - Gelijkstroomweerstand in Ω.
- Rm - Mechanische weerstand van het ophangsysteem in N·s/m of kg/s.
- fl of fs of fo - Resonantiefrequentie van de luidspreker in Hz.

{\displaystyle f_{\rm {l}}={\frac {1}{2\pi \cdot {\sqrt {C_{\rm {m}}\cdot m_{\rm {t}}}}}}}
- fh - Hoogaf-frequentie van de luidspreker in Hz.

{\displaystyle f_{\rm {h}}={\frac {R_{\rm {a}}\cdot m_{\rm {t}}}{2\pi \cdot m_{\rm {a}}\cdot m_{\rm {m}}}}}
- Fa - Akoestische kracht (geluid) van de luidspreker in N.

{\displaystyle F_{\rm {a}}={\frac {F_{\rm {m}}\cdot m_{\rm {a}}}{m_{\rm {t}}}}}
- d - Uitwijking van de conus of membraan in m of mm/1000.
- Fm(d,f) - Mechanische kracht van de luidspreker als functie van d en de frequentie f van het ingangssignaal.

{\displaystyle F_{\rm {m}}(d,f)={\frac {d}{C_{\rm {m}}}}\cdot \left({\frac {f}{f_{\rm {l}}}}\right)^{2}}
- Fa(d,f) - Akoestische kracht van de luidspreker als functie van d en f.

{\displaystyle F_{\rm {a}}(d,f)=m_{\rm {a}}\cdot d\cdot (2\pi \cdot f)^{2}}
- Pa(d,f) - Akoestisch vermogen in W.

{\displaystyle P_{\rm {a}}(d,f)={\frac {F_{\rm {a}}^{2}}{R_{\rm {a}}}}={\frac {\rho }{2\pi \cdot c}}\cdot (A\cdot d)^{2}\cdot (2\pi \cdot f)^{4}}
- dmax - Maximale lineaire uitwijking (amplitude) van de conus of membraan.
- Pmax - Maximaal effectief akoestisch vermogen in W.

{\displaystyle P_{\rm {max}}={\frac {(2\pi )^{3}\cdot \rho }{2\cdot c}}\cdot (A\cdot d_{\rm {max}})^{2}\cdot f^{4}=0,424\cdot (A\cdot d_{\rm {max}})^{2}\cdot f^{4}}
- SPL - Sound Pressure Level, geluidsdruk op een halve bol met straal r ten opzichte van de gehoordrempel van 1 pW/m² in dB.

{\displaystyle SPL=120+10\cdot \log \left({\frac {P_{\rm {a}}}{2\pi \cdot r^{2}}}\right)}
- SPLmax - Maximale geluidsdruk op een afstand r recht voor de luidspreker.

{\displaystyle SPL_{\rm {max}}=40\cdot \log(f)-20\cdot \log(r)+MTB}
- MTB - Maximum Tremble (trilling) in dB.

{\displaystyle MTB=108,3+20\cdot \log(A\cdot d_{\rm {max}})}
- Qm – Mechanische Q van de luidspreker bij fl.

{\displaystyle Q_{\rm {m}}={\frac {1}{R_{\rm {m}}}}\cdot {\sqrt {\frac {m_{\rm {t}}}{C_{\rm {m}}}}}={\frac {2\pi \cdot f_{\rm {l}}\cdot m_{\rm {t}}}{R_{\rm {m}}}}={\frac {1}{2\pi \cdot f_{\rm {l}}\cdot R_{\rm {m}}\cdot C_{\rm {m}}}}}
- Qt – Totale Q van de luidspreker bij fl.

{\displaystyle Q_{\rm {t}}={\frac {Q_{\rm {m}}\cdot Q_{\rm {e}}}{Q_{\rm {m}}+Q_{\rm {e}}}}}

### Elektrodynamische luidspreker (EDEL)
- Bl - Krachtfactor: het product van de magnetische fluxdichtheid en de lengte van de wikkeldraad van de spreekspoel in T.m of N/A.
- i - Elektrische ingangsstroom in A.

{\displaystyle F_{\rm {m}}=Bl\cdot i}
- Qe – Elektrische Q bij fl.

{\displaystyle Q_{\rm {e}}={\frac {2\pi \cdot f_{\rm {l}}\cdot m_{\rm {t}}\cdot R_{\rm {e}}}{(Bl)^{2}}}}
- Va – Luchtvolume met dezelfde akoestische compliantie als het ophangsysteem in m³ of liter/1000.

{\displaystyle V_{\rm {a}}=\rho \cdot c^{2}\cdot A^{2}\cdot C_{\rm {m}}}

### Elektrostatische luidspreker (ESL)
- do - Afstand van membraan tot stator in m of mm/1000.
- ε - Diëlektrische constante van lucht: 8,85 pF/m.
- n - Step-up factor van de ingangstransformator.
- v - Elektrische ingangsspanning in V.
- Vp- Elektrische polarisatie-spanning van het membraan ten opzichte van de stators in V.

{\displaystyle F_{\mathrm {m} }={\frac {\varepsilon \cdot A\cdot V_{\rm {p}}}{d_{\mathrm {o} }^{2}}}\cdot n\cdot v}